# Route nationale 90
La route nationale 90 (RN 90 o N 90) è una strada nazionale francese che parte da Grenoble e termina al Colle del Piccolo San Bernardo.

## Percorso
Nel 2006 è stata declassata a D1090 la prima parte della statale, che cominciava nel centro di Grenoble, dove si trovava l’incrocio con la N75, e risaliva la valle dell’Isère passando per Meylan e nei pressi di Pontcharra. Da Chignin a Chamousset aveva un troncone in comune con l’ex N6, oggi D1006.
A Gilly-sur-Isère, poco prima di Albertville, parte l’attuale N90 che rappresenta la continuazione dell’A430, la quale affianca la D1090 fino a questo punto. La vecchia strada nazionale prosegue parallela con il nome di D990. Risalendo ancora la valle, all'interno della Tarantasia, la N90 si dirige a sud fino a Moûtiers e poi a nord-est a Bourg-Saint-Maurice, dove oggi finisce la statale. In origine invece saliva fino al Piccolo San Bernardo per poi essere continuata dalla SS 26 in Italia: anche questo tratto finale è stato declassato a D1090.